# Maksym (boisson)
Pour les articles homonymes, voir Maksym.
Le maksym est une boisson traditionnelle kirghize non alcoolisée à base d'orge fermenté. La marque la plus connue est Shoro,.